# Karankawa
El karankawa va ser una llengua ameríndia del Sud-est dels Estats Units, actualment extinta i parlada en el passat pels karankawes.
El significat del terme karankawa no es coneix, es creu que té podria significar alguna cosa com a 'criadors-de-gossos', hipòtesi versemblant, ja que se sap que els karankawes posseïen cànids. Eren un poble nòmada, que migrava entre terra ferma i les illes.

## Classificació
Només es coneixen alguns centenars de paraules del karankawa. A partir d'aquestes llistes s'ha conjecturat que podria estar emparentat amb el coahuiltec, encara que es coneix tan poc de les llengües d'aquesta regió (Texas, Coahuila, Nuevo León i Tamaulipas).

## Descripció lingüística
Només es coneixen unes poques paraules del karankawa recollides per diversos autors des del segle xvii al XIX quan la llengua es va extingir. La primera llista de 29 paraules del "Calmcoche" al nord i nord-est de la Badia de Matagorda (baie St. Bernard o baie St. Louis) recollides pels germans Pierre Talon i Jean-Baptiste Talon que van viure entre els clamcoches entre 1687-1689. Tenim unes 106 paraules més o menys de l'àrea sud-est, potser prop de la badia d'Arkansas (baie Saint-Joseph), recollits per Jean Béranger en 1720. La resta dels vocabularis publicats van ser recollits per Albert Samuel Gatschet de persones que recordaven algunes paraules, quan ja no quedaven parlants natius de la llengua. Gatschet va compilar 6 paraules de Salli Washington i 17 paraules d'Old Simon, tots dos indígenes tonkawes d'avançada edat, en 1884. A més va recopilar prop de 136 entrades més (cada entrada era una paraula de vegades amb una o més frases il·lustratives) en 1888 d'Alice Williams Oliver. El pare d'Alice Oliver s'havia assentat en la costa nord de la badia de Matagorda en 1836 i havia après la llengua dels indis que vivien prop de la seva casa quan tenia entre 10 i 20 anys; encara que ella mateixa va escriure entre cinc-centes i sis-centes paraules havia perdut aquest vocabulari, però en 1871 encara va ser capaç de recordar 134 paraules. El millor vocabulari recopilat sobre el karankawa procedeix d'Allice W. Oliver, que va morir tres mesos més tard d'entrevistar-se amb Gatschet.